# 茶荚蒾
茶荚蒾（学名：Viburnum setigerum）是五福花科荚蒾属的植物。分布在台湾以及中国大陆的广西、云南、浙江、四川、陕西、安徽、江西、湖北、福建、广东、湖南、贵州、江苏等地，生长于海拔200米至1,650米的地区，多生在山谷溪涧旁疏林或山坡灌丛中，目前尚未由人工引种栽培。

## 别名
鸡公柴（植物名实图考） 垂果荚蒾（中国高等植物图鉴） 糯米树、糯树（亨氏中国树木名录） 汤饭子（中国高等植物图鉴）

## 异名
- Viburnum setigerum Hance var. sulcatum Hsu

## 延伸阅读
[在维基数据编辑]
 《植物名實圖考·雞公柴》，出自吳其濬《植物名實圖考》